# Fernando Antônio Figueiredo
Fernando Antônio Figueiredo (ur. 1 grudnia 1939 w Muzambinho) – brazylijski duchowny rzymskokatolicki, w latach 1989-2015 biskup Santo Amaro.

## Życiorys
Święcenia kapłańskie przyjął 16 grudnia 1967. 21 stycznia 1984 został prekonizowany biskupem pomocniczym Teófilo Otoni ze stolicą tytularną Ulcinium. Sakrę biskupią otrzymał 10 marca 1984. 12 listopada został podniesiony do rangi koadiutora, a 3 sierpnia 1985 objął urząd ordynariusza. 15 marca 1989 został mianowany biskupem Santo Amaro. 2 grudnia 2015 przeszedł na emeryturę.